# Прапор Радивилівського району
Пра́пор Радиви́лівського райо́ну — офіційний символ Радивилівського району Рівненської області, затверджений 15 травня 2003 року рішенням Радивилівської районної ради. Автори проекту прапору — Гречило А. Б. та Терлецький Ю. П.

## Опис
Прапор — це прямокутне полотнище зі співвідношенням сторін 2:3, що складається з трьох рівновеликих вертикальних смуг — жовтої, червоної та синьої. У центрі червоної смуги розміщено елементи герба району: жовті шабля вістрям догори та ключ вушком донизу, покладені косим хрестом. Над цими елементами розташовано білий лапчастий хрест, а під — білий мисливський ріжок із жовтим ремінцем.